# 박경재 (법조인)
박경재(朴慶宰, 1944년 3월 8일 ~ )는 대한민국의 검사 출신이며 현재 변호사이자 변리사이다.

## 주요 이력

### 학력
- 미국 펜실베이니아 대학교 법과대학원 법학석사
- 미국 조지 워싱턴 대학교 대학원 법학과 법학석사
- 서울대학교 행정대학원 행정학 석사
- 서울대학교 법학 학사
- 경기고등학교 졸업
- 경기중학교 졸업
- 청운초등학교 졸업

### 경력
- 1996.01 ~ 1996.12 KBS 객원 해설위원
- 1995.01 ~ 1995.10 동아일보 객원 편집위원
- 1983.06 미국상사중재협회 중재위원
- 1982.08 ~ 북촌 법률사무소 대표
- 1981.04 ~ 1982.05 미국 베이건 앤드 맥켄지 법률사무소 변호사
- 1978.06 ~ 1978.12 수원지방검찰청 검사
- 1976.06 ~ 1978.06 제주지방검찰청 검사
- 1973.07 ~ 1976.06 서울 지방검찰청 검사
- 1970.03 ~ 1970.12 경제기획원 경제기획국 사무관
- 1968.01 ~ 1970.02 한국은행 근무

## 주요 작품

### 라디오
- 1988년 MBC 표준FM 《젊음은 가슴마다》 진행
- 1996년 KBS 제1라디오 《열린마당》 진행
- 1997년 SBS 라디오 《박경재의 토론마당》 진행
- 1998년 11월 2일 ~ 2000년 1월 16일 MBC 표준FM 《라디오 MBC 초대석 박경재입니다》 진행
- 2002년 SBS 러브FM 《박경재의 라디오 SBS 전망대》 진행

### TV
- 1989년 MBC TV 《박경재의 시사토론》 진행
- 1996년 KBS 2TV 《문화가 산책》 진행
- 1998년 MBC TV 《뉴스와 인물》 진행
- 2007년 한국경제TV 《박경재 쇼》 진행

### 저서
- 한국의 지적 소유권 법
- 미국대통령 이야기 상, 하 (1995년 1월 1일)